# 赤信号のにゅうす笑
『赤信号のにゅうす笑』（あかしんごうのにゅうすしょう）は、1984年6月3日から1985年3月31日まで日本テレビで放送されていたバラエティ番組。放送時間は毎週日曜 17:00 - 17:15 （日本標準時）。

## 概要
この番組以前に同枠で放送されていた『レオナルドにゅうす笑』の後継番組で、コント赤信号のメンバーが時事問題をネタにしたコントを繰り広げていた。アシスタントで志賀真理子が出演していた。
単独番組としては1985年3月に終了したが、その後も日曜12時台の番組『WAッ!熊が出た!!』の内包コーナーとして継続された。
同番組終了と共にレオナルドにゅうす笑から続く『にゅうす笑シリーズ』も終了した。

## ネット局
特記の有るもの以外の放送時間は全て、日曜 17:00 - 17:15、同時ネット
- 日本テレビ（制作局）
- 札幌テレビ[2]
- 青森放送[3]
- テレビ岩手[3]
- 秋田放送
- 北日本放送[4]
- 山梨放送[5]
- 静岡第一テレビ[5]
- 福岡放送：土曜 17:00 - 17:15[6]
- テレビ長崎：日曜 16:30 - 16:45[6]
- 熊本県民テレビ[6]